# Station London Victoria
London Victoria (of kortweg Victoria) is een 19e-eeuws stationsgebouw bij Victoria Street in de City of Westminster in het hart van Londen dat dienstdoet als station van de Britse spoorwegen en de metro van Londen. Het verwerkte in 2011 ruim 73 miljoen treinreizigers en 82 miljoen metroreizigers en is tevens een belangrijk overstappunt voor andere vormen van vervoer: voor het gebouw bevindt zich een busstation en enkele honderden meters ten zuidwesten van het station ligt Victoria Coach Station, een op- en uitstappunt voor touringcarreizigers. London Victoria is een kruispunt van de District Line, Circle Line en Victoria Line van de Londense metro.

## Geschiedenis

### Trein
De geschiedenis van London Victoria begint in 1851, toen in Hyde Park de Great Exhibition werd gehouden. Een reeds bestaand treinstation bij London Bridge maakte de City of London redelijk goed bereikbaar maar was onhandig voor reizigers van en naar Westminster. Al in 1842 had de Engelse stoomlocomotiefbouwer John Urpeth Rastrick voorgesteld om ook een aftakking naar de West End aan te leggen, maar van dit plan was niets terechtgekomen. De verplaatsing van het tentoonstellingsgebouw Crystal Palace, tussen 1851 en 1854, van Hyde Park naar Sydenham Hill in Zuidoost-Londen trok veel bezoekers naar dit toen nog landelijke gedeelte van de stad, waarop de spoorwegmaatschappij London, Brighton and South Coast Railway (LB&SCR) besloot een aftakking daarheen aan te leggen, die in 1854 werd geopend. Ondertussen had een andere spoorwegmaatschappij, de West End of London and Crystal Palace Railway (WELCPR), bovendien plannen voor de aanleg van een spoorverbinding tussen Crystal Palace en een nieuw station in Battersea, ten zuiden van de Theems. Deze spoorlijn kwam tot stand in 1858.
In 1857 waren er stemmen opgegaan voor een station in de West End. De onderhandelingen daarover begonnen in december 1857. Het station werd aanvankelijk aangeduid als 'Grosvenor Terminus', maar dit werd later veranderd in 'Victoria', omdat het eind van Victoria Street als locatie was gekozen. Ook drie andere spoorwegmaatschappijen waren op zoek naar een geschikte locatie voor een station in Westminster: Great Western Railway (GWR), London and North Western Railway (L&NWR) en East Kent Railway (niet veel later London, Chatham and Dover Railway of LC&DR geheten). Deze drie vormden samen met de LB&SCR in 1858 uiteindelijk de Victoria Station and Pimlico Railway, die tot doel had de spoorbaan naar Battersea met twee kilometer te verlengen naar de noordzijde van de Theems. Het plan slaagde en het nieuwe station kwam een paar jaar later in twee fasen tot stand. Het westelijke LB&SCR-gedeelte van Victoria, bestaande uit tien sporen en zes perrons, opende op 1 oktober 1860. Vervolgens openden de LC&DR en GWR op 25 augustus 1862 hun eigen stationsgedeelte met negen sporen en acht perrons, een gebouw met houten gevel dat ook bediend werd door de L&NWR. De GWR bleef tot 1932 mede-eigenaar van dit oostelijke deel.
In 1898 besloot de LB&SCR zijn eigen gebouw te slopen en te vervangen door een groter, bakstenen gebouw in renaissancestijl. Omdat de naastgelegen straat en het LC&DR-gedeelte het onmogelijk maakten het stationsgebouw te verbreden, moest door onder meer verlenging van de perrons meer ruimte worden gecreëerd. Het gebouw was in 1908 voltooid.
Rond dezelfde tijd werd ook het oostelijke LC&DR-gedeelte herbouwd. De voorgevel van het nieuwe gebouw werd ontworpen door A.W. Blomfield en opgetrokken uit wit portlandsteen. In 1906 ging het gebouw weer open.
Elk stationsgedeelte had een aparte ingang en een eigen bestuur. De ingang van het westelijk deel was gelegen aan Victoria Street, die van het oostelijk deel aan Wilton Road. Een muur benadrukte de scheiding nog eens. Pas in 1924 werd het station met het doorbreken van de scheidingsmuur samengevoegd tot een geheel. Passagiers konden nu van het ene gedeelte naar het andere lopen zonder eerst de straat op te hoeven gaan. Toch zijn ook heden ten dage beide helften nog goed van elkaar te onderscheiden door de verschillen in materiaalgebruik en de constructie van de stationshallen. Wel werd het station in de jaren tachtig van binnen grondig verbouwd, waarbij in de hoofdhal en boven de westelijke perrons een winkelpassage tot stand kwam.
Het station wordt beheerd door Network Rail.

#### Aanslag
Op 18 februari 1991 bracht de IRA in een afvalbak in het stationsgebouw (alsook in station London Paddington) een bom tot ontploffing, waardoor een man om het leven kwam en 38 personen gewond raakten.

### Metro
Er zijn twee metrostations op London Victoria, die door een voetgangerstunnel onder het busstation met elkaar verbonden zijn. Het oudste, aan de noordzijde van het busstation, ligt vlak onder het straatoppervlak en is bestemd voor de District Line en Circle Line. Het nieuwste, dichter bij het treinstation, ligt veel dieper en is bestemd voor de Victoria Line.
Het eerste metrostation opende op 24 december 1868 toen de Metropolitan District Railway (thans de District Line) het eerste gedeelte van de lijn tussen de stations South Kensington en Westminster in gebruik nam. Het station voor de Victoria Line opende op 7 maart 1969 en was tevens het eindstation van de metrolijn, totdat in 1971 station Brixton gereedkwam.

## Treinverbindingen
Vanaf London Victoria vertrekken de volgende treinverbindingen:
- Gatwick Express (Intercity) London Victoria - Gatwick Airport

- Southern (Intercity) London Victoria - Clapham Junction - East Croydon - Brighton
- Southern (Sneltrein) London Victoria - Clapham Junction - East Croydon - Gatwick Airport - Haywards Heath - Brighton
- Southern (Sneltrein) London Victoria - Clapham Junction - East Croydon - Gatwick Airport - Haywards Heath - Lewes - Eastbourne - Hastings - Ore
- Southern (Sneltrein) London Victoria - Clapham Junction - East Croydon - Gatwick Airport - Haywards Heath - Lewes - Eastbourne
- Southern (Sneltrein) London Victoria - Clapham Junction - East Croydon - Gatwick Airport - Haywards Heath - Hove - Worthing - Littlehampton
- Southern (Sneltrein) London Victoria - Clapham Junction - East Croydon - Redhill - Gatwick Airport - Horsham - Chichester - Havant - Fareham - Southampton
- Southern (Sneltrein) London Victoria - Clapham Junction - East Croydon - Redhill - Gatwick Airport - Horsham - Chichester - Havant - Portsmouth
- Southern (Sneltrein) London Victoria - Clapham Junction - East Croydon - Redhill - Gatwick Airport - Horsham - Bognor Regis
- Southern (Sneltrein) London Victoria - Clapham Junction - East Croydon - Oxted - East Grinstead
- Southern (Sneltrein) London Victoria - Clapham Junction - Sutton - Epsom - Leatherhead - Dorking
- Southern (Sneltrein) London Victoria - Clapham Junction - Sutton - Epsom - Leatherhead - Dorking
- Southern (Stoptrein) London Victoria - Clapham Junction - West Croydon - Sutton
- Southern (Stoptrein) London Victoria - Clapham Junction - Crystal Palace - Norwood Junction - West Croydon - Sutton
- Southern (Stoptrein) London Victoria - Clapham Junction - Crystal Palace - London Bridge
- Southern (Stoptrein) London Victoria - Clapham Junction - Mitcham Junction - Sutton - Epsom
- Southern (Stoptrein) London Victoria - Clapham Junction - West Croydon - Sutton - Epsom
- Southern (Stoptrein) London Victoria - Clapham Junction - West Croydon - Sutton - Epsom Downs
- Southern (Stoptrein) London Victoria - Clapham Junction - East Croydon - Caterham

- Southeastern (Sneltrein) London Victoria - Bromley South - Rochester - Chatham - Gillingham - Faversham - Canterbury East - Dover Priory
- Southeastern (Sneltrein) London Victoria - Bromley South - Rochester - Chatham - Gillingham - Faversham - Margate - Ramsgate
- Southeastern (Sneltrein) London Victoria - Bromley South - Swanley - Rochester - Chatham - Gillingham
- Southeastern (Sneltrein) London Victoria - Bromley South - Swanley - Maidstone East - Ashford
- Southeastern (Stoptrein) London Victoria - Lewisham - Bexleyheath - Dartford
- Southeastern (Stoptrein) London Victoria - Herne Hill - Beckenham Junction - Bromley South - Orpington

## Fotogalerij

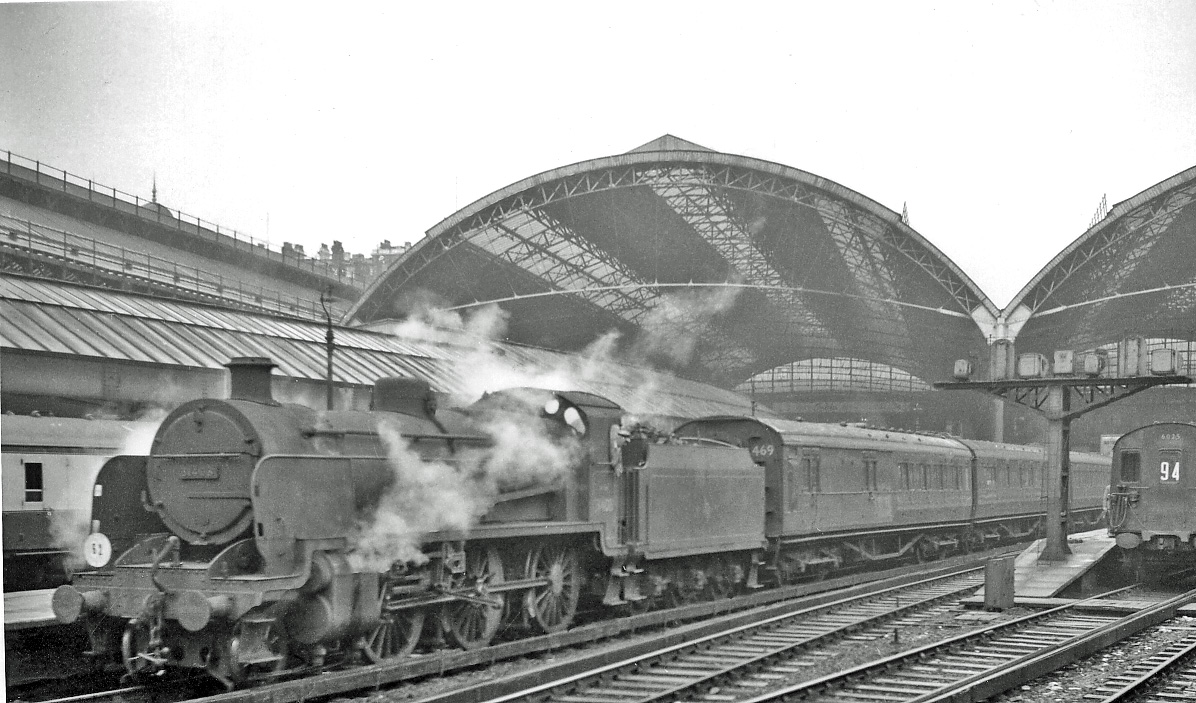
Oostzijde in 1958
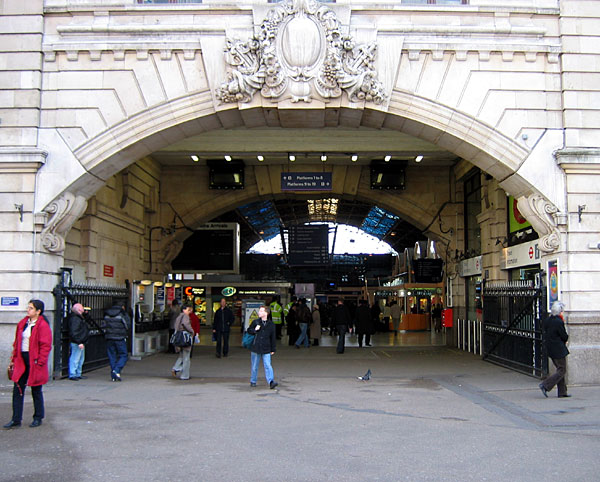
Ingang van het herbouwde LC&DR-gedeelte
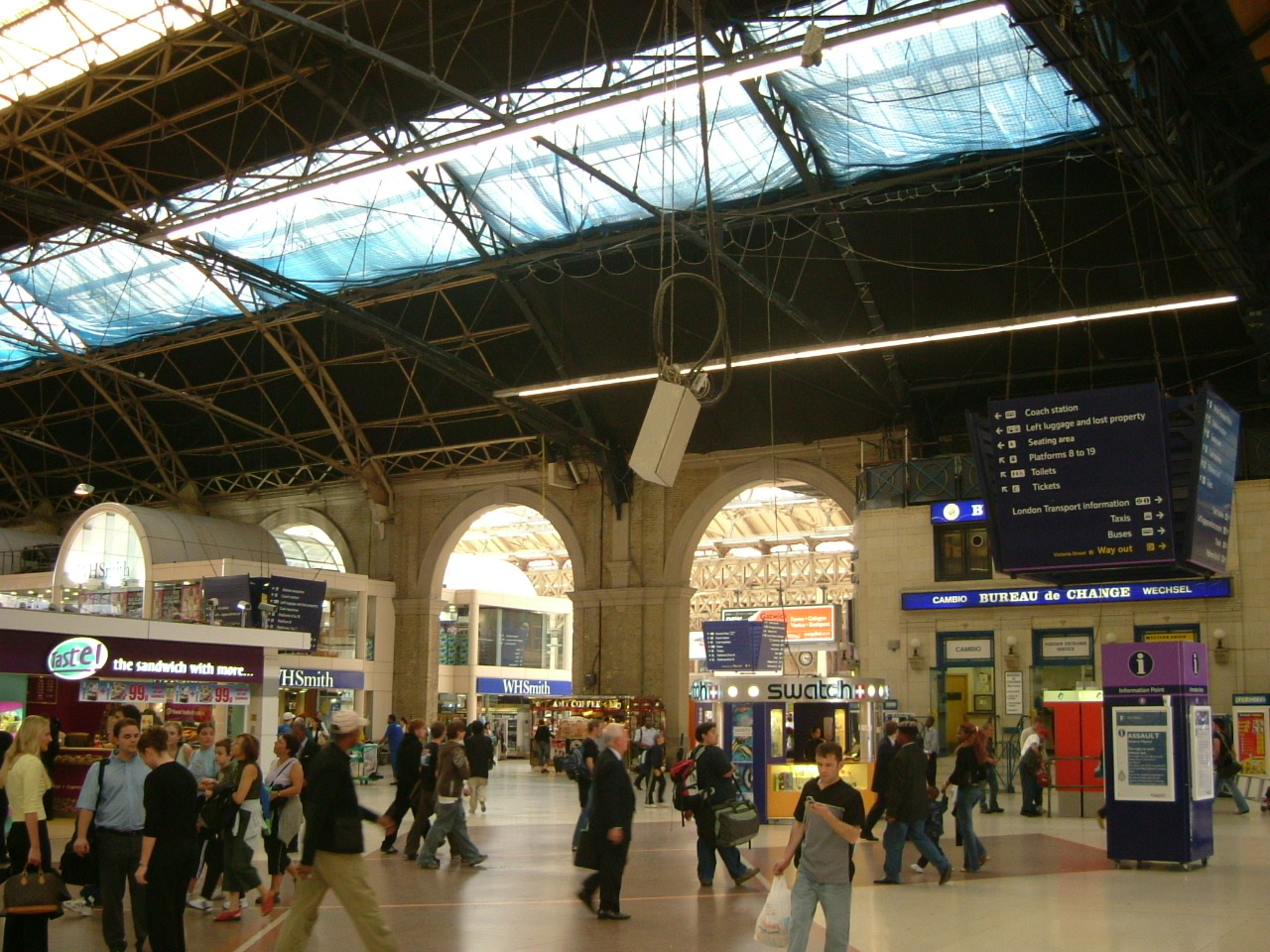
Stationshal

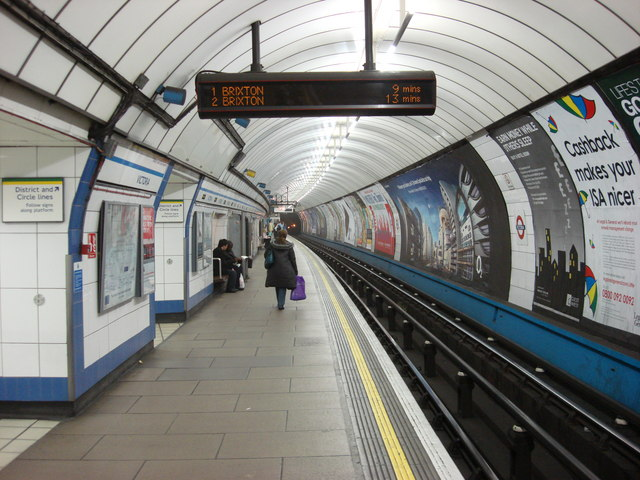
Victoria Line richting zuid
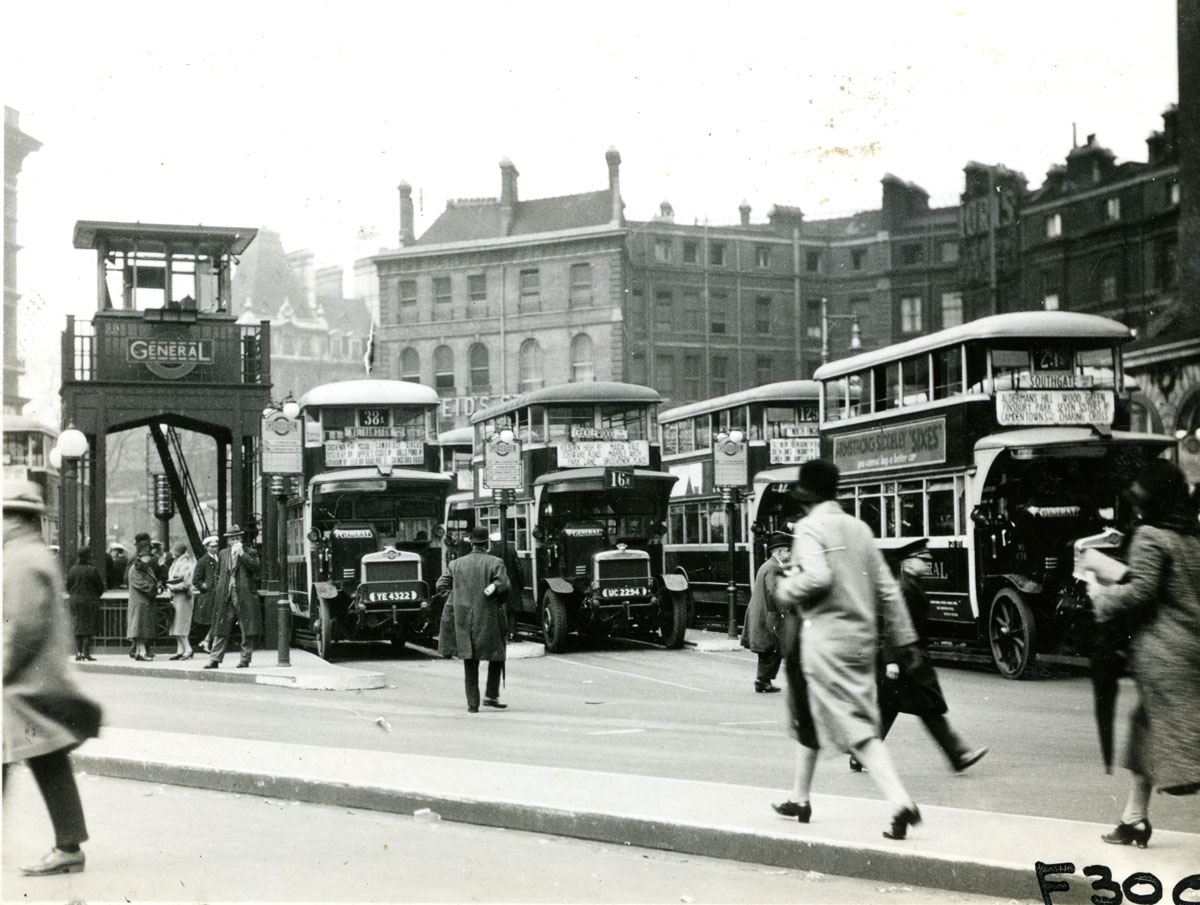
Busstation in 1927
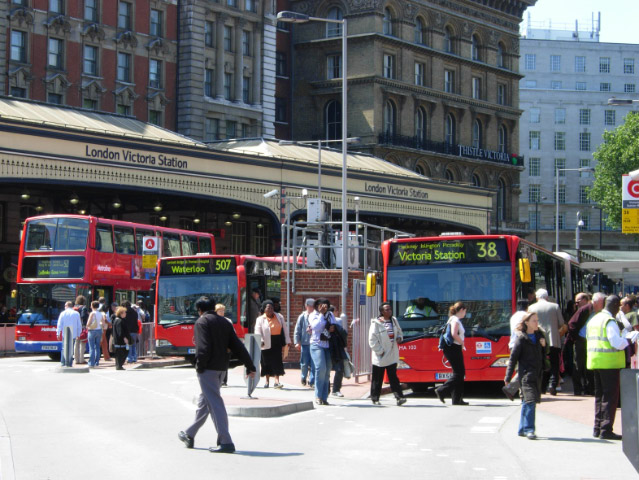
Busstation in 2007

## Trivia
- In het toneelstuk The Importance of Being Earnest van de Ierse schrijver Oscar Wilde verneemt Lady Bracknell tot haar ontsteltenis dat Jack een vondeling is, die werd aangetroffen in een tas op London Victoria.

- Gemeinsame Normdatei: 1050268865
- Virtual International Authority File: 308197070
- WorldCat: E39PBJcC3tHrmmdmxxb7cgMkjC